# 486
Évszázadok: 4. század – 5. század – 6. század
Évtizedek: 430-as évek – 440-es évek – 450-es évek – 460-as évek – 470-es évek – 480-as évek – 490-es évek – 500-as évek – 510-es évek – 520-as évek – 530-as évek
Évek: 481 – 482 – 483 – 484 –  485 – 486 – 487 – 488 – 489 – 490 – 491

## Események

### Európa
- I. Chlodwig, a száli frankok királya szövetkezik két másik frank fejedelemmel, Ragnacharral és Chararickal és megtámadja Gallia utolsó, barbár királyságok által körülvett római területét, az ún. Soissons-i Királyságot. Bár Chararic visszahúzódik a csatából, hogy a győztes félhez csatlakozzon, a frankok döntő győzelmet aratnak. A dühös Chlodwig elfogatja Chararicot és fiát és papot csinálva belőlük alkalmatlanná teszi őket az uralkodásra. Soissons kormányzója, Syagrius a vizigótokhoz menekül, de azok kiadják őt Chlodwignak és Syagriust kivégzik. Chlodwig Tournaiból Soissons-ba helyezi át a székhelyét.
- Zénón bizánci császár és Theodoric osztrogót király között között ismét feszültté válik a kapcsolat. A császár ráveszi a bolgárokat, hogy támadják meg a gótokat, de azok visszaverik a támadást.

### Kína
- Az Északi Vej államban a nomád hszienpej származású Hsziaoven császár megkezdi kínaiasító programját és ezentúl kínai jellegű, sárkányokkal díszített öltözékben jelenik meg.

## Halálozások
- Syagrius, római hadvezér és politikus

## Fordítás
- Ez a szócikk részben vagy egészben  a(z)   486 című angol Wikipédia-szócikk ezen változatának fordításán alapul.  Az eredeti cikk szerkesztőit annak laptörténete sorolja fel. Ez a jelzés csupán a megfogalmazás eredetét és a szerzői jogokat jelzi, nem szolgál a cikkben szereplő információk forrásmegjelöléseként.